# بوندسدروكري
شركة بوندسدروكري ( 

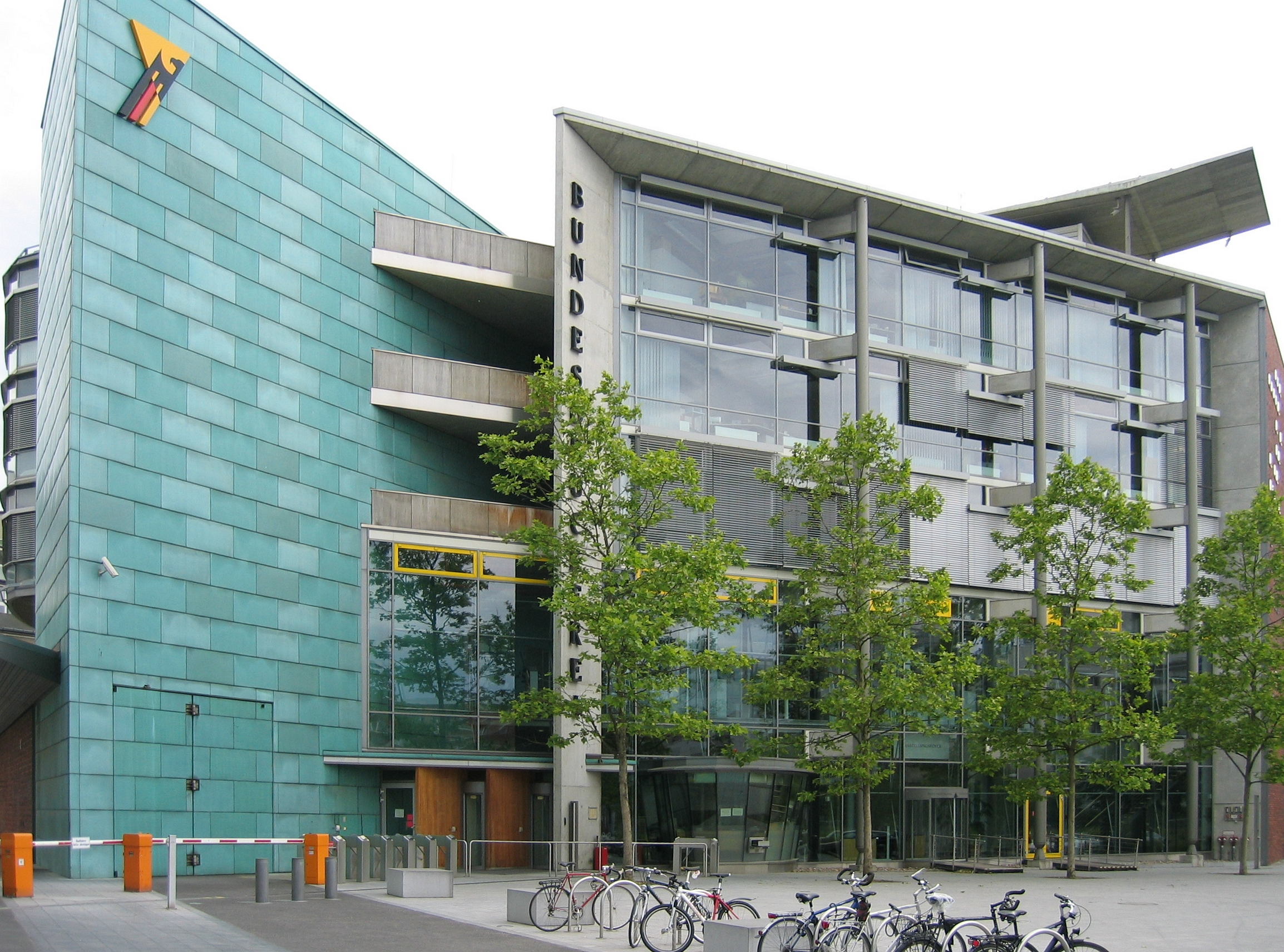
مقر بوندسدروكري في برلين

الشعار السابق، استخدم من 2009 حتى 2018

 بالنموذج المختصر: BDr)، تقوم بإتناج المستندات والأجهزة لتحديد الهوية الآمنة وتقدم الخدمات المقابلة. يقع مقرها في منطقة كروزبرج في برلين. بالإضافة إلى أنظمة جواز السفر وبطاقات الهوية الكاملة، تقدم دار الطباعة الأمنية أيضًا وثائق الهوية وبطاقات الأمان العالية وأجهزة فحص المستندات وبرامج الأمان وخدمات مركز الثقة.  تنتج بوندسدروكري أيضًا الأوراق النقدية والطوابع والتأشيرات ووثائق المركبات وطوابع إيرادات التبغ والمنشورات الإلكترونية. تأسست باسم مطبعة الرايخ (بالألمانية:"Reichsdruckerei") في عام 1879 وظلت موجودة تحت هذا الاسم حتى عام 1945. أفاد العثماني خالد حامد في عام 1918 أن الطباعة كانت ذات جودة رائعة، حتى أنهم تمكنوا من طباعة الهيروغليفية المصرية في مطبوعات للمتاحف في مصر.  علاوة على ذلك، قاموا بطباعة مجموعة متنوعة من النصوص مثل السيريلية ، والجورجية ، والأرمنية ، والعربية ، والكردية أو السريانية وغيرها. 
وفي عام 1951، أصبح اسمها بوندسدروكري. وتوسعت إلى مجالات متعددة متعلقة بالأمن بعد خصخصتها في عام 1994. وفي عام 2009 أصبحت مؤسسة مملوكة للدولة مرة أخرى.[بحاجة لمصدر]
في سبتمبر 2014، نجح بوندسدروكري، في قضية أحيلت إلى محكمة العدل الأوروبية ، في الحصول على حكم أولي بأن مدينة دورتموند لا يمكنها أن تطلب من مقدمي العطاءات لعقد رقمنة المستندات الالتزام بدفع مستويات الحد الأدنى للأجور الألمانية إلى القوى العاملة عندما كانوا يعتزمون التعاقد من الباطن على تنفيذ العقد الموكلة به مع شركة مقرها في بولندا خارج نطاق قانون الحد الأدنى للأجور الألماني. 
في عام 2015، فازت بوندسدروكري بمناقصة توفير دليل المفاتيح العامة لمنظمة الطيران المدني الدولي (ICAO PKD). 

## أنظر أيضاً
- Österreichische Staatsdruckerei ( de ) - الوكالة المقابلة في النمسا